# Leichtathletik-U18-Südamerikameisterschaften 2021
Die 25. Leichtathletik-U18-Südamerikameisterschaften fanden vom 25. bis zum 26. September 2021 in Encarnación im Süden von Paraguay statt. Damit fanden die U18-Meisterschaften zum dritten Mal nach 1996 und 2002 in Paraguay statt.

## Ergebnisse

### Männer

#### 100 m
| Platz | Athlet                | Land | Zeit (s) |
| ----- | --------------------- | ---- | -------- |
| 1     | Tomás Mondino         | ARG  | 10,59    |
| 2     | Renan Gallina         | BRA  | 10,65    |
| 3     | Enzo de Castro Barros | BRA  | 10,93    |
| 4     | Luis Angulo           | PER  | 10,95    |
| 5     | Juan Carlos Anaya     | COL  | 10,97    |
| 6     | Aron Earl             | PER  | 10,99    |
| 7     | Matías Castro         | ARG  | 11,06    |
| 8     | Gustavo Mongelos      | PAR  | 11,56    |

Datum: 25. September
Wind: −1,3 m/s

#### 200 m
| Platz | Athlet           | Land | Zeit (s) |
| ----- | ---------------- | ---- | -------- |
| 1     | Tomás Mondino    | ARG  | 21,94    |
| 2     | Jhumiler Sánchez | PAR  | 22,14    |
| 3     | Juan Anaya       | COL  | 22,28    |
| 4     | Matías Castro    | ARG  | 22,32    |
| 5     | Enzo Barros      | BRA  | 22,38    |
| 6     | Vinícius Moura   | BRA  | 22,40    |
| 7     | Ismael Arevalo   | PER  | 22,82    |
| 8     | Luis Angulo      | PER  | DNF      |

Datum: 26. September
Wind: −1,1 m/s

#### 400 m
| Platz | Athlet          | Land | Zeit (s) |
| ----- | --------------- | ---- | -------- |
| 1     | Vinícius Moura  | BRA  | 48,73    |
| 2     | Gabriel Ristow  | BRA  | 48,78    |
| 3     | Hector Broncano | ECU  | 49,49    |
| 4     | Ignacio Cabrera | ARG  | 50,62    |
| 5     | Mateo Duran     | ARG  | 50,67    |
| 6     | Paul Wood       | PAR  | 50,90    |
| 7     | Marcelo Pérez   | BOL  | 51,49    |
| 8     | Raul Ararat     | COL  | 51,92    |

Datum: 25. September

#### 800 m
| Platz | Athlet           | Land | Zeit (min) |
| ----- | ---------------- | ---- | ---------- |
| 1     | Gabriel Porfirio | BRA  | 1:51,24    |
| 2     | Pedro Marín      | COL  | 1:53,00    |
| 3     | Samuel Guarin    | COL  | 1:53,12    |
| 4     | Klaus Selman     | CHI  | 1:57,12    |
| 5     | Sebastían de Zan | ARG  | 1:58,27    |
| 6     | Tomas Navarro    | CHI  | 1:58,44    |
| 7     | Cesar Uriel      | ARG  | 2:01,20    |
| 8     | Elias Oliveira   | BRA  | 2:02,70    |

Datum: 26. September

#### 1500 m
| Platz | Athlet             | Land | Zeit (min) |
| ----- | ------------------ | ---- | ---------- |
| 1     | Gonzalo Gervasini  | URU  | 3:57,03    |
| 2     | David Preciado     | COL  | 4:02,65    |
| 3     | Sebastián Jara     | CHI  | 4:06,89    |
| 4     | Uriel Muñoz        | ARG  | 4:08,70    |
| 5     | Andre Luiz Freitas | BRA  | 4:12,60    |
| 6     | Alan Chomik        | PAR  | 4:24,34    |
| 7     | Jose Cazal         | PAR  | 4:26,51    |

Datum. 25. September

#### 3000 m
| Platz | Athlet           | Land | Zeit (min) |
| ----- | ---------------- | ---- | ---------- |
| 1     | Alexander García | COL  | 8:41,08    |
| 2     | Carlos Peñafiel  | ECU  | 8:42,99    |
| 3     | Nider Pariona    | PER  | 8:44,57    |
| 4     | Lorenzo Riba     | ARG  | 8:47,44    |
| 5     | Jhosep Nuñez     | PER  | 8:48,40    |
| 6     | Santiago Lagos   | COL  | 8:52,12    |
| 7     | Maximo Andino    | ARG  | 8:57,62    |
| 8     | Juan Domínguez   | COL  | 9:06,70    |

Datum. 26. September

#### 10.000 m Bahngehen
| Platz | Athlet          | Land | Zeit (min) |
| ----- | --------------- | ---- | ---------- |
| 1     | Miguel Peña     | COL  | 45:27,90   |
| 2     | Julian Alfonso  | COL  | 45:46,03   |
| 3     | João Silva      | BRA  | 46:23,22   |
| 4     | Saul Wamputsrik | ECU  | 46:55,32   |
| 5     | Jaime Ccanto    | PER  | 46:55,71   |
| 6     | Emanuel Apaza   | PER  | 48:15,41   |
| 7     | Otavio Henrique | BRA  | 50:07,19   |
| 8     | Pedro da Costa  | ARG  | 55:01,87   |

Datum: 26. September

#### 110 m Hürden (91,4 cm)
| Platz | Athlet                    | Land | Zeit (s) |
| ----- | ------------------------- | ---- | -------- |
| 1     | Thiago Ornelas dos Santos | BRA  | 13,97    |
| 2     | Gustavo Cadan             | BRA  | 14,27    |
| 3     | Pedro Morales             | CHI  | 14,60    |
| 4     | Sebastián López           | CHI  | 14,73    |
| 5     | Osvaldo Méndez            | PAR  | 14,90    |
| 6     | Germán Quiroz             | COL  | 14,94    |
| 7     | Martire Santino           | ARG  | 15,02    |
| 8     | Alaexandro San Martín     | COL  | 15,14    |

Datum: 25. September, Wind: −1,2 m/s

#### 400 m Hürden (84,0 cm)
| Platz | Athlet            | Land | Zeit (s) |
| ----- | ----------------- | ---- | -------- |
| 1     | Leonardo Mendes   | BRA  | 53,41    |
| 2     | Javier Molet      | ARG  | 53,89    |
| 3     | Samuel dos Santos | BRA  | 54,08    |
| 4     | Egber Espinoza    | VEN  | 54,70    |
| 5     | Freddy Jiménez    | COL  | 55,54    |
| 6     | Bladimir Coció    | PAN  | 57,15    |
| 7     | Osvaldo Mendez    | PAR  | 57,84    |
| 8     | Iván Brítez       | PAR  | 60,30    |

Datum: 26. September

#### 2000 m Hindernis
| Platz | Athlet           | Land | Zeit (min) |
| ----- | ---------------- | ---- | ---------- |
| 1     | Wilson Navarrete | ECU  | 5:58,61    |
| 2     | Jeronimo Peralta | ARG  | 6:04,31    |
| 3     | Bruno Oliveira   | BRA  | 6:05,95    |
| 4     | Paul Torres      | COL  | 6:07,30    |
| 5     | Luiggi Acosta    | COL  | 6:16,21    |
| 6     | Luís Chávez      | PER  | 6:22,49    |
| 7     | Ever Morales     | PAR  | 7:10,39    |
| 8     | William Ponce    | PAR  | 7:16,01    |

Datum: 25. September

#### 4 × 100 m Staffel
| Platz | Land        | Athleten                                                          | Zeit (min) |
| ----- | ----------- | ----------------------------------------------------------------- | ---------- |
| 1     | Brasilien   | Renan Gallina Enzo de Castro Barros Thamer Moreira Eron de Araujo | 41,41      |
| 2     | Argentinien | Ignacio Cabrera Luís Batista Matías Castro Tomás Mondino          | 41,56      |
| 3     | Peru        | Rodrigo Cornejo Aron Earl Ismael Arevalo Luis Angulo              | 41,78      |
| 4     | Paraguay    | Gustavo Mongelos Matías Gónzalez Anhuar Duarte Jhumiler Sánchez   | 42,30      |

Datum: 25. September

#### Hochsprung
| Platz | Athlet            | Land | Höhe (m) |
| ----- | ----------------- | ---- | -------- |
| 1     | Cristóbal Sahurie | CHI  | 2,04     |
| 2     | Eron de Araujo    | BRA  | 1,95     |
| 3     | Brayan Ganan      | COL  | 1,95     |
| 3     | Walter Alfonzo    | ARG  | 1,95     |
| 5     | Hector Añes       | VEN  | 1,90     |
| 6     | Vitor Lazarim     | BRA  | 1,90     |
| 7     | Ignacio Tagle     | CHI  | 1,85     |
| 8     | Kevin Tomangilla  | PER  | 1,85     |

Datum: 26. September

#### Stabhochsprung
| Platz | Athlet               | Land | Höhe (m) |
| ----- | -------------------- | ---- | -------- |
| 1     | Aurelio de Souza     | BRA  | 4,60     |
| 2     | Ricardo David Montes | VEN  | 4,60     |
| 3     | Pedro dos Santos     | BRA  | 4,30     |
| 4     | Agustín Carril       | ARG  | 4,20     |
| 5     | Jeronimo Correa      | CHI  | 4,20     |

Datum: 25. September

#### Weitsprung
| Platz | Athlet            | Land | Weite (m) |
| ----- | ----------------- | ---- | --------- |
| 1     | Matheus Aparecido | BRA  | 7,30      |
| 2     | Ezequeil Sferra   | ARG  | 6,96      |
| 3     | Jean Mosquera     | COL  | 6,85      |
| 4     | Roy Chila         | ECU  | 6,81 w    |
| 5     | Davi da Cruz      | BRA  | 6,78      |
| 6     | Jesus Rojas       | PAR  | 6,58      |
| 7     | Marcello Rempel   | PAR  | 6,38      |

Datum: 26. September

#### Dreisprung
| Platz                 | Athlet          | Land | Weite (m) |
| --------------------- | --------------- | ---- | --------- |
| 1                     | Vinicius Klein  | BRA  | 14,67     |
| 2                     | Jarley da Silva | BRA  | 14,58     |
| 3                     | Roy Chila       | ECU  | 14,50     |
| 4                     | Javier Molet    | ARG  | 14,18     |
| 5                     | Javier Robledo  | COL  | 14,00     |
|                       | Andreas Wall    | PAR  | NM        |
| Ezequeil Sferra       | ARG             | NM   |           |
| Ricardo Eduardo Dorbs | PAN             | NM   |           |

Datum: 26. September

#### Kugelstoßen (5 kg)
| Platz | Athlet              | Land | Weite (m) |
| ----- | ------------------- | ---- | --------- |
| 1     | Darwin Meneses      | COL  | 17,90     |
| 2     | Juan Anding         | BRA  | 17,39     |
| 3     | Javier Montejo      | ARG  | 16,22     |
| 4     | Felipe Soto         | CHI  | 16,18     |
| 5     | Vitor de Franca     | BRA  | 15,82     |
| 6     | Maximiliano Barrios | ARG  | 14,89     |

Datum: 26. September

#### Diskuswurf (1,5 kg)
| Platz | Athlet              | Land | Weite (m) |
| ----- | ------------------- | ---- | --------- |
| 1     | Hollman Villamizar  | COL  | 54,13     |
| 2     | Matheus Aparecido   | BRA  | 52,76     |
| 3     | Juan Anding         | BRA  | 52,49     |
| 4     | Felipe Soto         | CHI  | 51,74     |
| 5     | Juan Montaño        | COL  | 49,05     |
| 6     | José Siles          | BOL  | 46,82     |
| 7     | Maximiliano Barrios | ARG  | 45,30     |

Datum: 25. September

#### Hammerwurf (5 kg)
| Platz | Athlet            | Land | Weite (m) |
| ----- | ----------------- | ---- | --------- |
| 1     | Tomas Olivera     | ARG  | 70,31     |
| 2     | Jean Ortíz        | COL  | 69,45     |
| 3     | Cipriano Riquelme | CHI  | 66,99     |
| 4     | Miguel Castro     | CHI  | 66,04     |
| 5     | Isaac Benavides   | PER  | 58,57     |
| 6     | Luis Abillo       | BRA  | 57,09     |

Datum: 26. September

#### Speerwurf (700 g)
| Platz | Athlet            | Land | Weite (m) |
| ----- | ----------------- | ---- | --------- |
| 1     | Pablo Bassi       | CHI  | 65,52     |
| 2     | Arthur Monteiro   | BRA  | 63,92     |
| 3     | Yuri Moreira      | BRA  | 61,52     |
| 4     | Jenaro Aldaz      | ARG  | 52,82     |
| 5     | Edison Alcivar    | ECU  | 51,57     |
| 6     | Adonis Bustamante | PAR  | 48,48     |
| 7     | Yoni Odinec       | PAR  | 44,13     |

Datum: 25. September

#### Zehnkampf
| Platz | Athlet            | Land | Punkte |
| ----- | ----------------- | ---- | ------ |
| 1     | Luiz Caetano      | BRA  | 6342   |
| 2     | Vitor Lazarim     | BRA  | 6244   |
| 3     | Alejandro Romano  | ARG  | 5919   |
| 4     | Santiago González | ARG  | 5391   |
| 5     | Joshua Flaming    | ARG  | 5251   |
| 6     | Lucas Rojas       | BOL  | 4941   |

Datum: 25./26. September

### Frauen

#### 100 m
| Platz | Athlet               | Land | Zeit (s) |
| ----- | -------------------- | ---- | -------- |
| 1     | Laura Martínez       | COL  | 11,92    |
| 2     | Melany Bolaño        | COL  | 12,00    |
| 3     | Suellen de Sant Anna | BRA  | 12,17    |
| 4     | Tainara Mees         | BRA  | 12,19    |
| 5     | Martina Bonaudi      | URU  | 12,44    |
| 6     | Paula Daruich        | PER  | 12,50    |
| 7     | Valentina Napolitano | ARG  | 12,56    |
| 8     | Malena Gobbo         | ARG  | 12,56    |

Datum: 25. September
Wind: −1,0 m/s

#### 200 m
| Platz | Athlet               | Land | Zeit (s) |
| ----- | -------------------- | ---- | -------- |
| 1     | Melany Bolaño        | COL  | 24,73    |
| 2     | Marlet Ospino        | COL  | 25,21    |
| 3     | Suellen de Sant Anna | BRA  | 25,30    |
| 4     | Martina Bonaudi      | URU  | 25,34    |
| 5     | Malena Gobbo         | ARG  | 25,41    |
| 6     | Nicole Braz          | BRA  | 26,03    |
| 7     | Abril Molina         | ARG  | 26,14    |
| 8     | Malena Saravia       | URU  | 26,34    |

Datum: 26. September
Wind: −1,4 m/s

#### 400 m
| Platz | Athlet           | Land | Zeit (s) |
| ----- | ---------------- | ---- | -------- |
| 1     | Martina Bonaudi  | URU  | 57,39    |
| 2     | Ana dos Santos   | BRA  | 57,73    |
| 3     | Paola Loboa      | COL  | 57,79    |
| 4     | Abril Molina     | ARG  | 58,44    |
| 5     | Xiomara Ibarra   | ECU  | 59,21    |
| 6     | Veronica Barboza | PAR  | 62,61    |

Datum: 25. September

#### 800 m
| Platz | Athlet               | Land | Zeit (min) |
| ----- | -------------------- | ---- | ---------- |
| 1     | Anita Poma           | PER  | 2:11,75    |
| 2     | Caroline de Oliveira | BRA  | 2:13,64    |
| 3     | Julia Silva          | BRA  | 2:14,06    |
| 4     | Nazarena Filpo       | URU  | 2:16,68    |
| 5     | Lina Gil             | COL  | 2:18,16    |
| 6     | Araceli Martínez     | PAR  | 2:20,27    |
| 7     | Sofia Ibarra         | ARG  | 2:30,90    |

Datum. 26. September

#### 1500 m
| Platz | Athlet             | Land | Zeit (min) |
| ----- | ------------------ | ---- | ---------- |
| 1     | Danna Pinchao      | COL  | 4:44,58    |
| 2     | Ana Mees           | BRA  | 4:47:04    |
| 3     | Stefany dos Santos | BRA  | 4:50,10    |
| 4     | Camila Hernandez   | VEN  | 4:53,17    |
| 5     | Lisette Ureta      | CHI  | 5:01,04    |
| 6     | Celeste Ramírez    | PAR  | 5:43,37    |

Datum. 25. September

#### 3000 m
| Platz | Athlet              | Land | Zeit (min) |
| ----- | ------------------- | ---- | ---------- |
| 1     | Gabriela de Freitas | BRA  | 10:02,39   |
| 2     | Lilian Mateo        | BOL  | 10:14,62   |
| 3     | Vanessa Alder       | ECU  | 10:22,91   |
| 4     | Helena Mees         | BRA  | 10:26,53   |
| 5     | Mayra Palacios      | ARG  | 11:27,69   |
| 6     | Rosalinda Ramos     | PAR  | 12:40,10   |

Datum. 26. September

#### 5000 m Bahngehen
| Platz | Athlet               | Land | Zeit (min) |
| ----- | -------------------- | ---- | ---------- |
| 1     | Natalia Pulido       | COL  | 23:16,00   |
| 2     | Sara Encalda         | ECU  | 23:49,23   |
| 3     | Mariana Rincón       | COL  | 24:23,86   |
| 4     | María Mendoza        | ECU  | 25:05,12   |
| 5     | Gabrielly dos Santos | BRA  | 25:19,41   |
| 6     | Yadira Orihuela      | PER  | 25:46,45   |
| 7     | Thaliane Miranda     | BRA  | 27:20,65   |
| 8     | Denise Soria         | ARG  | 28:26,55   |

Datum: 25. September

#### 100 m Hürden (76 cm)
| Platz | Athlet                  | Land | Zeit (s) |
| ----- | ----------------------- | ---- | -------- |
| 1     | María Alejandra Murillo | COL  | 13,66 CR |
| 2     | Lays Silva              | BRA  | 14,08    |
| 3     | Catalina Rozas          | CHI  | 14,23    |
| 4     | Helen Bernard           | ARG  | 14,58    |
| 5     | Camila Jiménez          | BOL  | 14,96    |

Datum: 25. September, Wind: −1,5 m/s

#### 400 m Hürden
| Platz | Athlet                  | Land | Zeit (s) |
| ----- | ----------------------- | ---- | -------- |
| 1     | Letícia Quingostas      | BRA  | 59,33 CR |
| 2     | María Alejandra Murillo | COL  | 59,55    |
| 3     | Camille de Oliveira     | BRA  | 61,16    |
| 4     | Adriana Alajo           | ECU  | 62,51    |
| 5     | Helen Bernard           | ARG  | 63,87    |
| 6     | María Acuna             | ARG  | 68,63    |

Datum: 26. September

#### 2000 m Hindernis
| Platz | Athlet         | Land | Zeit (min) |
| ----- | -------------- | ---- | ---------- |
| 1     | Eunice Lescano | ARG  | 7:19,63    |
| 2     | Amanda Silva   | BRA  | 7:27,60    |
| 3     | Jomayra Tite   | ECU  | 7:28,49    |
| 4     | Adriana Real   | COL  | 8:44,75    |

Datum: 25. September

#### 4 × 100 m Staffel
| Platz | Land        | Athleten                                                           | Zeit (min) |
| ----- | ----------- | ------------------------------------------------------------------ | ---------- |
| 1     | Kolumbien   | Laura Martínez Melany Bolaño María Alejandra Murillo Marlet Ospino | 46,18      |
| 2     | Brasilien   | Tainara Mees Suellen de Sant Anna Nicole Braz Isadora de Souza     | 46,61      |
| 3     | Argentinien | Victoria Zanolli Helen Bernard Valentina Napolitano Malena Gobbo   | 48,06      |
| 4     | Chile       | Matilde Tejos Catalina Rozas Isidota Albornoz Antonia Ramírez      | 48,37      |
| 5     | Paraguay    | Angeles Thais Mirian del Rosario María Acuna Jazmin Quiñonez       | 51,28      |

Datum: 25. September

#### Hochsprung
| Platz | Athlet            | Land | Höhe (m) |
| ----- | ----------------- | ---- | -------- |
| 1     | Silvina Gil       | URU  | 1,72     |
| 2     | Gabriela da Silva | BRA  | 1,72     |
| 3     | Joaquina Dura     | ARG  | 1,63     |
| 4     | Hellen Tenorio    | COL  | 1,63     |
| 5     | Luisa Lummertz    | BRA  | 1,60     |
| 6     | Abril Okon        | ARG  | 1,60     |

Datum: 26. September

#### Stabhochsprung
| Platz | Athlet           | Land | Höhe (m) |
| ----- | ---------------- | ---- | -------- |
| 1     | Dreyfus Asuncion | CHI  | 3,60     |
| 2     | Julia Santos     | BRA  | 3,60     |
| 3     | Iraynelly Bravo  | VEN  | 3,55     |
| 4     | Josefina Brunet  | ARG  | 3,50     |
| 5     | Trinidad Matte   | CHI  | 3,40     |
| 6     | Kharly Felix     | BRA  | 3,20     |
| 7     | Josefina Brítez  | PAR  | 3,20     |
| 8     | Carol Ruíz       | COL  | 3,20     |

Datum: 26. September

#### Weitsprung
| Platz | Athlet           | Land | Weite (m) |
| ----- | ---------------- | ---- | --------- |
| 1     | Vanessa Sena     | BRA  | 6,15 CR w |
| 2     | Nerli Cantoñi    | COL  | 6,14      |
| 3     | Ornelis Ortiz    | VEN  | 5,86 w    |
| 4     | Victoria Zanolli | ARG  | 5,83      |
| 5     | Matilde Tejos    | CHI  | 5,75      |
| 6     | Mayza Rodrigues  | BRA  | 5,68 w    |
| 7     | Isidora Albornoz | CHI  | 5,67      |
| 8     | Paula Daruich    | PER  | 5,49 w    |

Datum: 25. September

#### Dreisprung
| Platz | Athlet            | Land | Weite (m) |
| ----- | ----------------- | ---- | --------- |
| 1     | Joaquina Dura     | ARG  | 12,52     |
| 2     | Beatriz Cristaldo | BRA  | 12,37     |
| 3     | Katherine Pinillo | COL  | 12,35     |
| 4     | Nerli Cantoñi     | COL  | 12,26     |
|       | Karen Méndez      | PAR  | NM        |

Datum: 26. September

#### Kugelstoßen (3 kg)
| Platz | Athlet            | Land | Weite (m) |
| ----- | ----------------- | ---- | --------- |
| 1     | Taniele Rodrigues | BRA  | 14,64     |
| 2     | Allisson Torres   | ECU  | 14,30     |
| 3     | Laidy Ordoñez     | COL  | 13,76     |
| 4     | Camila Flach      | BRA  | 13,62     |
| 5     | Martina Alarcon   | ARG  | 13,52     |
| 6     | Mule Dupans       | ARG  | 13,44     |
| 7     | Gracía Gorziglia  | CHI  | 13,29     |
| 8     | Valentina Ulloa   | CHI  | 13,12     |

Datum: 25. September

#### Diskuswurf
| Platz | Athlet          | Land | Weite (m) |
| ----- | --------------- | ---- | --------- |
| 1     | Mule Dupans     | ARG  | 43,86     |
| 2     | Valentina Ulloa | CHI  | 43,15     |
| 3     | Maria Dantas    | BRA  | 41,45     |
| 4     | Ana Venancio    | BRA  | 40,56     |
| 5     | Delfina Orona   | ARG  | 38,67     |
| 6     | Sara Vera       | CHI  | 37,00     |

Datum: 26. September

#### Hammerwurf (3 kg)
| Platz | Athlet             | Land | Weite (m) |
| ----- | ------------------ | ---- | --------- |
| 1     | Catalina Rodríguez | COL  | 61,89     |
| 2     | Caterine Tantalean | PER  | 56,89     |
| 3     | Sara Vera          | CHI  | 55,30     |
| 4     | Giuliana Baigorria | ARG  | 53,49     |
| 5     | Nathaly Midon      | BRA  | 52,85     |
| 6     | Nathiely Midon     | BRA  | 51,99     |
| 7     | Eugenia Badaracco  | ARG  | 49,27     |
|       | Camila González    | PAR  | NM        |

Datum: 26. September

#### Speerwurf (500 g)
| Platz | Athletin          | Land | Weite (m) |
| ----- | ----------------- | ---- | --------- |
| 1     | Manuela Rotundo   | URU  | 47,15     |
| 2     | Martina Prieto    | ARG  | 43,29     |
| 3     | Laura Ordoñez     | COL  | 43,01     |
| 4     | María Caceres     | PAR  | 42,22     |
| 5     | Isabela Dantas    | BRA  | 39,25     |
| 6     | Sofhia Antonio    | BRA  | 38,85     |
| 7     | Julieta Rodríguez | ARG  | 35,65     |
| 8     | Sinthia Rojas     | PAR  | 34,09     |

Datum: 25. September

#### Siebenkampf
| Platz | Athletin           | Land | Punkte |
| ----- | ------------------ | ---- | ------ |
| 1     | Renata Godoy       | ARG  | 4983   |
| 2     | Sofhia Antonio     | BRA  | 4882   |
| 3     | María Reinoso      | COL  | 4591   |
| 4     | Camila Jiménez     | BOL  | 4417   |
| 5     | Labranque Macarena | CHI  | 4290   |
| 6     | Valentina Viale    | ARG  | 4007   |
| 7     | Cecilia Narvaez    | PAR  | 3773   |
| 8     | Tainara Mees       | BRA  | 3691   |

Datum: 25./26. September